# カルメル市場

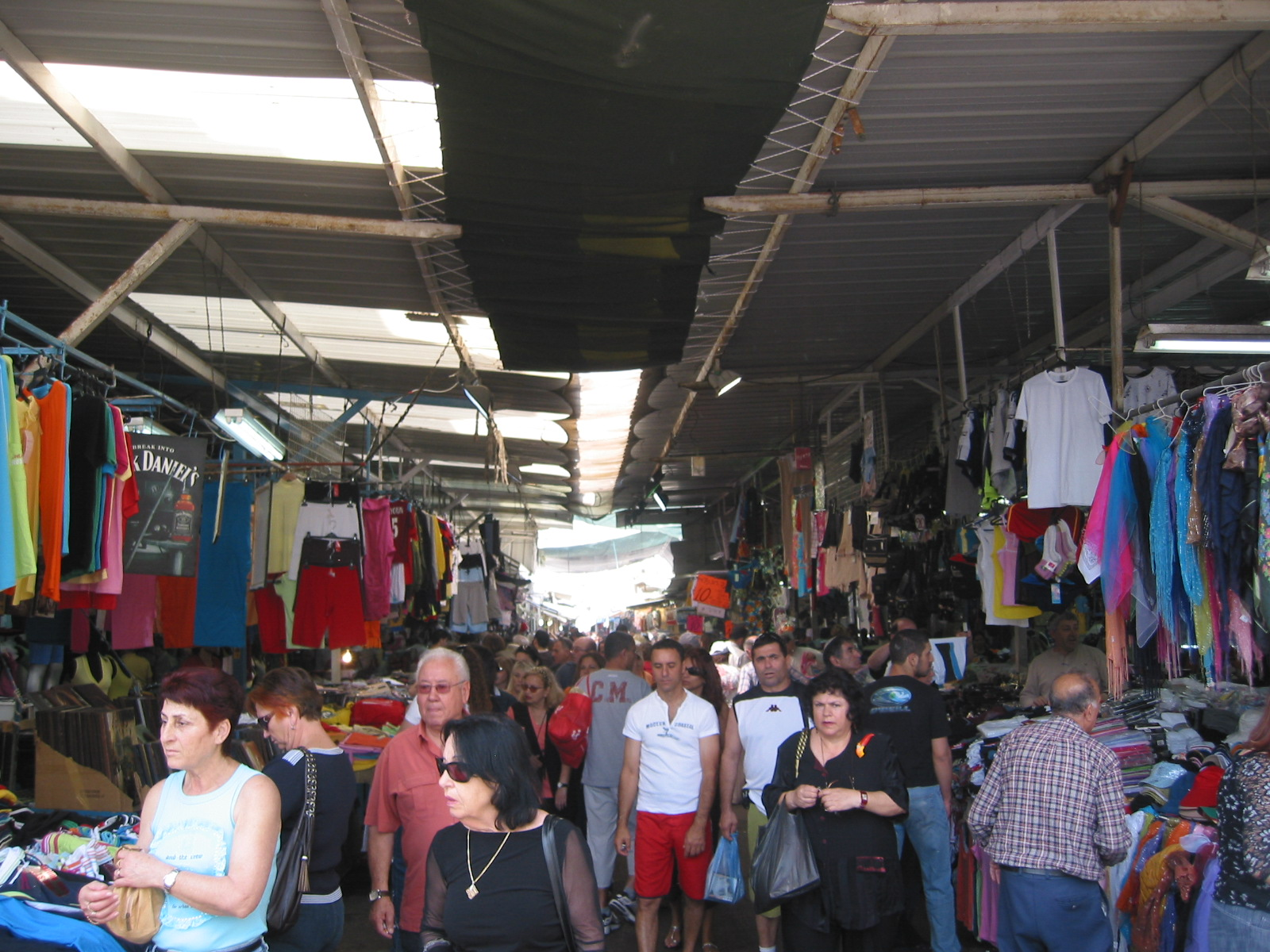
カルメル市場（イスラエル・テルアビブ）

カルメル市場（カルメルいちば、Shuk HaCarmel＝英語: Carmel Market）はイスラエルのテルアビブにある伝統的な市場で、主に食料品を売っている。

## 概要
カルメル市場はイスラエル最大の都市・テルアビブの中心部にある伝統的な市場である。このあたりはイエメン人地区で、ハカルメル街に沿って個人商店が展開していて、主に食料品を売っていてテルアビブの台所である。   
ユダヤ人の安息日（金曜日の日没から土曜日の日没まで）以外は営業している。